# Lexis Cournoyer
Lexis Cournoyer (20 dicembre 2005) è uno sciatore alpino canadese.

## Biografia
Specialista della prove tecniche attivo dal dicembre del 2021, Lexis Cournoyer ha esordito in Nor-Am Cup il 23 febbraio 2023 a Mont Sainte-Marie in slalom gigante (49º); non ha debuttato in Coppa del Mondo e non ha preso parte a rassegne olimpiche o iridate.

## Palmarès

### Nor-Am Cup
- Miglior piazzamento in classifica generale: 102º nel 2025

### Campionati canadesi
- 1 medaglia:
  - 1 argento (slalom speciale nel 2025)